# ホセ・ミロ・カルドナ
ホセ・ミロ・カルドナ(Jose Miro Cardona　1902年8月22日 - 1974年8月10日）は、キューバ出身の弁護士、大学教授、革命家、政治家。わずかな期間ではあるがキューバ革命後の初代首相を務めた。

## 経歴
キューバ革命以前、ミロはハバナ大学で教鞭を取りながら、フルヘンシオ・バティスタ大統領に反対する指導者となっていた。フィデル・カストロらによるキューバ革命が始まると、学生らを先導して革命に参加。1959年1月5日に新生キューバの初代首相に就任した。しかし早々にミロとカストロとの対立が鮮明になり、1959年2月13日に突然首相を辞任。後任にはカストロ自らが就任した。
ミロは、代表制民主主義を支持し、法律家として立憲主義を守ることにこだわり、バティスタ政権下で停止されていた1940年憲法の遵守を主張したが、カストロは、代表制民主主義を信用せず、暴力革命をジョン・ロックの「抵抗権」の発動として正当化した。
カストロは、ミロを評価して政権内に留まるよう慰留。1960年5月に駐スペイン大使に任命されるものの、カストロがアメリカ訪問時に冷遇を受けてソビエト連邦に接近すると同年7月までに辞任。アルゼンチン大使館に庇護を求め、1961年初頭に亡命者としてアメリカへ移動した。
亡命後は反キューバ革命の姿勢を鮮明にし、1961年にCIAが関与して起こしたピッグス湾事件も支援したが失敗に終わり、キューバ国民が革命を支持している現実を見せつけられることとなった。
その後はプエルトリコへ移り、プエルトリコ大学法学部教授に就任した。再びキューバに戻ることはなく1974年8月10日、プエルトリコで心臓病のため死去。71歳。